# Prunet-et-Belpuig
Prunet-et-Belpuig en francés y oficialmente, Prunet i Bellpuig en catalán, es una  comuna francesa, situada en el departamento de Pirineos Orientales en la región de Occitania. 
Las localidades de Prunet (geográficamente en la comarca del Rosellón) y de Belpuig (geográficamente en el Vallespir) pertenecen a ella.

## Demografía
| 47 | 55 | 36 | 37 | 52 | 68 |
| Para los censos de 1962 a 1999 la población legal corresponde a la población sin duplicidades (Fuente: INSEE [Consultar]) |    |    |    |    |    |

## Lugares de interés
- Santuario de la Trinité de Prunet-et-Belpuig, construcción románica; alberga una talla de un cristo románico del siglo XII.
- Castillo de Belpuig, construido en el siglo XIV por los vizcondes de Castelnou.